# Neoglaziovia concolor
Neoglaziovia concolor är en gräsväxtart som beskrevs av Charles Henry Wright. Neoglaziovia concolor ingår i släktet Neoglaziovia och familjen Bromeliaceae. Inga underarter finns listade i Catalogue of Life.